# Weimar
Weimar je grad u njemačkoj saveznoj pokrajini Tiringiji. Grad je poznat po svojoj kulturnoj baštini i brojnim umjetničkim djelima, slavnim stanovnicima i po tome da je dao ime Weimarskoj Republici (1918. – 33.), njemačkoj državi nastaloj nakon Prvog svjetskog rata na izborima početkom 1919. god. kada je donesen prvi njemački demokratski Ustav. Međutim, grad je bio i žarište njemačkog prosvjetiteljstva i mjesto u kojem su spisatelji Goethe i Schiller razvili književni pokret Weimarski klasicizam. Grad je bio i rodno mjesto Weimarske škole umjetničkih zanata i Bauhaus pokreta, koji je 1919. god. osnovao Walter Gropius s umjetnicima kao što su: Vasilij Kandinski, Paul Klee, Oskar Schlemmer, Lyonel Feininger. 
Mnoga mjesta u središtu grada su UNESCO-ova svjetska baština.

## Povijest
Najstariji zapis o gradu potječe iz 899. god. Weimar je bio glavni grad kneževine, a nakon 1815. god. i Velikog vojvodstva, Sachsen-Weimar (do 1918.). Ime grada se mijenjalo od "Wimares" (po vinu) preko "Wimari" do "Wimar" i naposljetku "Weimar". God. 1410., dobio je titulu slobodnog grada sa svim pravima, ali je razvitak grada u nastanku poremetio veliki požar 1424. god.
Za vrijeme vladavine Ane Amalije (1758. – 1775.) i njezinog sina Karla Augusta (1809. – 1828.) Weimar je postao važnim kulturnim središtem Europe. U gradu su djelovali književnici kao što su: Goethe, Schiller i Johann Gottfried von Herder, te glazbenici: Johann Nepomuk Hummel (Mozartov učenik), Liszt i Johann Sebastian Bach. Na poziv vojvode Karla Augusta Goethe odlazi u Weimar, gdje postaje tajni savjetnik, a 1780. god. slobodni zidar weimarske lože Anna Amalia, dobiva plemstvo i postaje Kammerpräsident. Bio je i upravitelj weimarskog kazališta. Poput Schillera, i on je pokopan u Weimaru.
Kako je glavni grad Njemačke, nakon Njemačke revolucije 1918. god. bio pod konstantnim uličnim neredima, Državno vijeće se nije moglo sastati u Berlinu, te je prvi ustav Republike Njemačke sastavljen je u Weimaru i od tada se Njemačka zvala i Weimarskom Republikom. 
Bauhaus u Weimaru je bila škola arhikteture i primijenjene umjetnosti u Weimaru, u razdoblju od 1919. do 1931. godine, koju je osnovao arhitekt Walter Gropius. 
God. 1937., nacisti su izgradili koncentracijski logor Buchenwald, samo osam kilometara od Weimara. Između srpnja 1938. i travnja 1945. god., tu je zatvoreno oko 240.000 ljudi, uključujući i 168 savezničkih zarobljenika. Broj umrlih u logoru Buchenwald se procjenjuje na 56.545. Od 1945. do 1950. god., Sovjetski Savez se koristio okupiranim koncentracijskim logorom Buchenwald za utamničenje poraženih nacista i nepodobnih Nijemaca. Dana 6. siječnja 1950. god., Sovjeti su predali logor Ministarstvu unutarnjih poslova Istočne Njemačke. Weimar je bio u Istočnoj Njemačkoj od 1949. do Ujedinjenja Njemačke (1990.).
Weimar je bio europski glavni grad kulture za 1999. godinu.

## Znamenitosti

### Zaštićeni spomenici svjetske baštine
Klasicistički Weimar (1998.)
- Knjižnica vojvotkinje Anne Amalije (Herzogin Anna Amalia Bibliothek) koja datira iz 1691. god. (jedna od najstarijih u Europi), spada u UNESCO-ovu svjetsku baštinu, a sadržavala je preko 1,000,000 svezaka (poput Goetheovog remek-djela Faust i izvorne luteranske Biblije iz 1534.) i glazbenu kolekciju vojvotkinje. Dana 2. rujna 2004. god., u knjižnici je izbio požar u kojemu je stradalo od 40-50,000 svezaka;, veliki gubitak za njemačku kulturu i cijeli svijet. Dana 24. listopada 2007. god., knjižnica je ponovno je otvorena, a posjetitelji moraju rezerviraju ulaznice više mjeseci unaprijed.
- Državni Goetheov muzej i Goetheova kuća
- Goethe's Gartenhaus
- Schillerova kuća i muzej (Schillers Wohnhaus)
- Herderove zgrade (Gradska crkva sv. Petra i Pavla, Herderova kuća i Stara Weimarska gimnazija )
- Gradski dvorac (Weimarer Stadtschloss) i dvorski muzej (Schlossmuseum)
- Wittumspalais
- Povijesno groblje Friedhof s kraljevskom kriptom
- Ilm park s Rimskom kućom, Gotheovom vrtnom kućom i Zvjezdastim vrtom
- Dvorac Belvedere (Schloss Belvedere) s parkom i oranžerijom
- Dvorac Ettersburg s parkom
- Dvorac Tiefurt (Schloss Tiefurt)

- Schillerova kuća
- Crkva sv. Petra i Pavla
- Gradski dvorac
- Gotheova vrtna kuća u parku Ilm

Spomenici Bauhausa (1996.)
- Zgrada Sveučilišta Bauhaus u Weimaru
- Škola umjetničkih zanata u Weimaru
- Izložbeni paviljon Haus am Horn (Musterhaus Am Horn)

### Ostale znamenitosti
- Lisztov muzej
- Njemačko narodno kazalište i simfonijska dvorana (Deutsches Nationaltheater und Staatskapelle Weimar)
- Novi prirodoslovni Weimarski muzej
- Muzej Bauhausa
- Buchenwald memorijal
- Nietzsche arhiv
- Dvorac Kochberg (Schloss Kochberg)

- Pogled na grad iz 1953.
- Sveučilište Bauhaus u Weimaru (Henry van de Velde)
- Škola umjetničkih zanata u Weimaru
- Haus am Horn

## Prijateljski gradovi
- Blois, Francuska
- Zamość, Poljska
- Hämeenlinna, Finska
- Siena, Italija
- Trier, Njemačka

## Poznati stanovnici
- Johann Sebastian Bach
- Friedrich Schiller
- Arthur Schopenhauer
- Johannes Brahms
- Robert Schumann
- Richard Wagner
- Friedrich Nietzsche
- Thomas Mann
- Vasilij Kandinski

## Vanjske poveznice
- Službena stranica  Arhivirana inačica izvorne stranice od 14. veljače 2012. (Wayback Machine)
- Povijest Weimara
- Baza podataka o Weimaru  Arhivirana inačica izvorne stranice od 18. prosinca 2014. (Wayback Machine)

### Ostali projekti
|  | Zajednički poslužitelj ima još gradiva o temi Weimar |